# Milk Money
Milk Money is een Amerikaanse romantisch-komische film uit 1994 van regisseur Richard Benjamin met Melanie Griffith en Michael Patrick Carter in de hoofdrollen. De opnames gebeurden op verschillende plaatsen in de Amerikaanse staten Pennsylvania en Ohio. Het draaiboek is geschreven door John Mattson, die het in 1992 verkocht aan producent Paramount Pictures voor een bedrag van US$1,1 miljoen. De film verscheen op 31 augustus in de Amerikaanse filmzalen en werd vervolgens op gemengde kritieken onthaald, met beoordelingen van slechts 8% bij Rotten Tomatoes tot 73% bij Metacritic.

## Verhaal
Drie jongens van een jaar of twaalf fietsen met een zak kleingeld naar de stad op zoek naar een prostituee om een naakte vrouw te kunnen zien. De berooide "V" troont hen mee naar een motelkamer en toont haar borsten in ruil voor het geld. Nadien blijken echter hun fietsen gestolen te zijn, en V brengt hen in de auto van haar pooier naar huis. Nadat ze de jonge Frank heeft afgezet wil de auto niet meer starten en dus overnacht ze in Franks boomhut. Ze maakt ook kennis met Franks vader Tom, een alleenstaande biologieleraar die tevergeefs probeert het laatste stukje natuur in de buurt te beschermen. Hij belooft haar auto te zullen maken. Frank liegt tegen zijn vader dat V bijles wiskunde geeft aan zijn vriend Brad.
Intussen wordt V's pooier vermoord omdat hij geld stal van zijn eigen baas, Waltzer. Dat geld, 250.000 dollar, blijkt in zijn auto verborgen te zitten. V's collega Betty verspreekt zich en Waltzer neemt haar mee naar Middletown om het geld te recupereren.
Daar probeert Frank V te koppelen aan zijn vader, en er bloeit een romance op tussen de twee. Frank vraagt ook haar hulp omdat hij buisde op een test over het vrouwelijke voortplantingssysteem. Hij geeft een voordracht met V als levend model en wordt zo de held van de klas. Dan ontdekt Tom de waarheid over V en komt er een kink in de kabel. V vertelt hem alles over haar verleden en ze maken het weer goed.
Terwijl ze allen op een schoolbal zijn duikt Waltzer plots op. De drie jongens gaan er met V vandoor in de inmiddels gerepareerde auto en worden door Waltzer achtervolgd. De motor raakt echter oververhit en de auto brandt uit. Denkende dat het geld verloren is druipt Waltzer af.
Ook V keert terug naar de stad om Tom en de kinderen van verder gevaar te behoeden. Daar vindt ze het geld terug. Ze zoekt vervolgens misdaadbaas Jerry op, vertelt hem hoe Waltzer van hem stal en overhaalt hem om haar te laten gaan. Dan keert ze in haar nieuwe auto terug naar Middletown, waar ze Frank en Tom terugvindt in het natuurgebied, dat op het punt staat genivelleerd te worden. V heeft het gebied opgekocht, alsook een ijssalon in de buurt, en vestigt zich bij Tom in de voorstad.

## Rolverdeling
| Acteur                 | Personage        | Beschrijving                            |
| ---------------------- | ---------------- | --------------------------------------- |
| Michael Patrick Carter | Frank Wheeler    | de jonge protagonist                    |
| Melanie Griffith       | Eve/V            | de prostituee                           |
| Adam LaVorgna          | Brad             | een vriend van Frank                    |
| Brian Christopher      | Kevin Clean      | een vriend van Frank                    |
| Ed Harris              | Tom Wheeler      | Franks alleenstaande vader              |
| Casey Siemaszko        | Cash             | V's pooier                              |
| Anne Heche             | Betty            | V's collega                             |
| Malcolm McDowell       | Waltzer          | Cash' baas                              |
| Philip Bosco           | Jerry "the Pope" | Waltzers baas                           |
| Jessica Wesson         | Stacey           | de klasgenote waar Frank verliefd op is |
| Amanda Sharkey         | Holly            | een vriendin van Stacey                 |